# Parepistaurus inhaca
Parepistaurus inhaca är en insektsart som beskrevs av Vitaly Michailovitsh Dirsh 1959. Parepistaurus inhaca ingår i släktet Parepistaurus och familjen gräshoppor. Inga underarter finns listade i Catalogue of Life.